# Blades of Time
Blades of Time is een computerspel dat ontwikkeld is door Gaijin Entertainment en uitgegeven door Konami op 16 maart 2012 voor op de PlayStation 3 en Xbox 360. Een maand later werd het spel ook uitgegeven voor op Microsoft Windows en Mac OS X.

## Gameplay
Ayumi bezit een kracht genaamd "Time Rewind". Dit houdt in dat ze de tijd terug kan spoelen en een kloon creëert die de laatst uitgevoerde actie opnieuw uitvoert. Dit is belangrijk om puzzels op te kunnen lossen. Tevens heeft ze een "Dash"-kracht waarmee ze snel richting een vijand kan teleporteren. Tijdens het verloop van het verhaal kunnen nog 40 andere krachten vrijgespeeld worden, op het gebied van vechttechnieken, combo's en chaos- en ordemagie.
Mappen in het spel verschillen van sneeuwlandschappen tot oerwouden. Het volledige spel kan co-op gespeeld worden.

## Verhaal
De speler bestuurt de schatzoeker Ayumi, die alleen op een mysterieus en gevaarlijk eiland terecht is gekomen. Ze ontdekt al snel dat het eiland vol zit met kostbare schatten, maar ook onder invloed is van sterke chaosmagie. Ayumi komt erachter dat het eiland vol zit met oude geheimen en krachten die ze zelf kan verkrijgen.
Door middel van deze verzamelde krachten moet Ayumi de hordes slechteriken verslaan zien te ontsnappen van het eiland.